# Quinburk
Die Quinburk (deutsch Quinburg) ist die Ruine einer Felsenburg, die wahrscheinlich ursprünglich eine kleine Wachtburg war. Ihre Überreste befinden sich im Wald unweit des Forsthauses Drakov bei den Falkenfelsen oberhalb der Černá Opava in einer Höhe von 896 m nordöstlich von Vrbno pod Pradědem.

## Geschichte
Die Burg wurde vermutlich Ende des 13. Jahrhunderts errichtet und fiel unter das örtliche Bischofsgut. Wenige Überreste der ursprünglichen Burgmauer sind erhalten. Die Geschichte ist aufgrund fehlender Quellen unklar. Im 14. Jahrhundert wurde unterhalb der Burg ein Zollhaus errichtet.

## Burgbeschreibung
Die Burg befindet sich größtenteils auf zwei Felsblöcken. Näher am Eingang (im Westen) befindet sich ein Felsen mit einem palastähnlichen Wohnturm. Das Gebäude hatte einen unregelmäßigen Grundriss und die Südwand war konvex gestaltet. Der innere Teil konnte in drei kleinere Räume unterteilt werden. Der Bau mit 2,3 bis 2,85 m dicken Mauern maß 20 mal 12 m. Auf dem Felsen weiter vom Eingang entfernt (im Osten) befand sich ein Turm mit weniger als drei Stockwerken. Die Abmessungen betrugen etwa 6 mal 5,5 m und die Wandstärke betrug etwa 2 m. Die Vorburg wurde um das hölzerne Gebäude herum gebaut und war von teilweise ummauerten Befestigungen umgeben, auf deren Ostseite sich nur noch wenige Überreste befinden. Zwischen dem Palast und dem Turm befand sich ein kleiner Hof mit einer 2,2 m dicken Mauer. Bis 1888 gab es noch sichtbare Überreste eines über eine Brücke zugänglichen Tores. Im Hof befand sich wahrscheinlich eine Zisterne. Die Burg könnte einige der umliegenden Felsen enthalten. Die Burg wurde auf Mörtel gemauert. Es gibt keinen ausgeschilderten Wanderweg zur Burg, sie ist jedoch auf Karten markiert.